# Irina-Camelia Begu
Irina-Camelia Begu (ur. 26 sierpnia 1990 w Bukareszcie) – rumuńska tenisistka.

## Kariera tenisowa
Karierę rozpoczęła w 2005 występując z dziką kartą na turnieju ITF w Bukareszcie, gdzie wygrała swój pierwszy mecz. Jeszcze tego samego roku udanie przeszła kwalifikacje na podobnym turnieju i dotarła do drugiej rundy turnieju głównego. W następnym roku wygrała turniej w grze deblowej i dotarła do finału gry singlowej, w którym przegrała z rodaczką Alexandrą Cadanțu. W 2007 wygrała pierwszy turniej singlowy, pokonując w finale Andreeę Mitu. W sumie wygrała dwanaście turniejów singlowych i dziewiętnaście deblowych rangi ITF.
W 2009 spróbowała swych sił w turniejach cyklu WTA i w Wielkim Szlemie. Największy sukces odniosła w kwalifikacjach do Roland Garros, gdzie dotarła do trzeciej rundy, pokonując po drodze takie zawodniczki jak Mervana Jugić-Salkić i Maša Zec Peškirič. W 2010 udanie przeszła kwalifikacje w Warszawie, ale przegrała w pierwszej rundzie turnieju głównego z Timeą Bacsinszky. 11 kwietnia 2011, jako kwalifikantka, dotarła do finału turnieju w Marbelli, w którym lepszą okazała się nr 5 na świecie, Wiktoryja Azaranka, ale sukces ten pozwolił Rumunce na awans do pierwszej setki światowego rankingu, na miejsce 97.
Wysoki ranking zapewnił jej bezpośredni udział we French Open, na którym dotarła do drugiej rundy, pokonując w pierwszej Aravane Rezaï. Bezpośrednio po rozgrywkach wielkoszlemowych w Paryżu zagrała mocno obsadzony turniej ITF w Marsylii, gdzie dotarła do finału, w którym przegrała jednak z Pauline Parmentier. W czerwcu wystąpiła w pierwszej rundzie Wimbledonu, w której przegrała z Flavią Pennettą, a tydzień po zakończeniu tych rozgrywek dotarła do finału turnieju WTA w Budapeszcie, w którym uległa Robercie Vinci.
W 2012 roku odniosła swoje pierwsze zwycięstwo w grze deblowej. W parze razem z Monicą Niculescu pokonała parę Chuang Chia-jung oraz Marina Erakovic podczas turnieju w Hobart. We wrześniu zwyciężyła w pierwszym turnieju WTA w grze pojedynczej, w Taszkencie.
W 2015 roku wygrała turniej w Seulu, w finale pokonując Alaksandrę Sasnowicz.
W zawodach cyklu WTA Tour Rumunka wygrała pięć turniejów w grze pojedynczej z dziewięciu rozegranych finałów, w grze podwójnej natomiast zwyciężyła w dziewięciu turniejach z szesnastu rozegranych finałów. Triumfowała też w dwóch turniejach singlowych w cyklu WTA 125.

## Historia występów wielkoszlemowych
Legenda
     W, wygrany turniej
     F, przegrana w finale
     SF, przegrana w półfinale
     QF, przegrana w ćwierćfinale
     xR, przegrana w x rundzie
     Qx, przegrana w x rundzie kwalifikacji
     A, brak startu
     NH, turniej nie odbył się

### Występy w grze pojedynczej
| Australian Open        | A   | A   | A   | A   | A   | Q3 | 1R | 2R  | 1R | 4R | 1R | 2R | 2R | 2R | 1R | 1R | 2R | 2R | A  | 1R | 0 / 13 | 9 – 13  |  |  |  |  |
| French Open            | A   | A   | A   | Q3  | A   | 2R | 2R | 1R  | Q3 | 3R | 4R | 1R | 3R | 3R | 2R | 1R | 4R | 3R | 3R | 1R | 0 / 14 | 19 – 14 |  |  |  |  |
| Wimbledon              | A   | A   | A   | Q2  | Q1  | 1R | 1R | 1R  | 2R | 3R | 1R | 2R | 1R | Q2 | NH | 3R | 3R | 2R | 1R | 2R | 0 / 13 | 10 – 13 |  |  |  |  |
| US Open                | A   | A   | A   | Q1  | A   | 1R | 2R | 1R  | 2R | 1R | 1R | 1R | 2R | Q2 | 1R | 1R | 2R | 1R | A  |    | 0 / 12 | 4 – 12  |  |  |  |  |
|                        |     |     |     |     |     |    |    |     |    |    |    |    |    |    |    |    |    |    |    |    |        |         |  |  |  |  |
| Ranking na koniec roku | 974 | 710 | 231 | 230 | 214 | 40 | 52 | 124 | 42 | 31 | 29 | 43 | 66 | 99 | 76 | 60 | 34 | 76 | 83 |    | 0 / 52 | 42 – 52 |  |  |  |  |

### Występy w grze podwójnej
| Australian Open        | A   | A   | A   | A   | A   | A  | QF | 3R | 1R | 2R | 1R  | 1R | SF | 2R | 1R  | 1R | 1R  | 1R  | A    | 1R | 0 / 13 | 11 – 13 |  |  |  |  |  |
| French Open            | A   | A   | A   | A   | A   | A  | 1R | 2R | 3R | 2R | A   | QF | 2R | 1R | 1R  | SF | 2R  | 1R  | 1R   | QF | 0 / 13 | 16 – 13 |  |  |  |  |  |
| Wimbledon              | A   | A   | A   | A   | A   | 1R | 2R | 1R | 1R | 2R | 1R  | A  | QF | 3R | NH  | A  | 1R  | 2R  | 1R   | A  | 0 / 11 | 8 – 11  |  |  |  |  |  |
| US Open                | A   | A   | A   | A   | A   | 2R | 1R | 1R | 1R | 3R | 1R  | 1R | 2R | A  | A   | 2R | 1R  | 1R  | A    |    | 0 / 11 | 5 – 11  |  |  |  |  |  |
|                        |     |     |     |     |     |    |    |    |    |    |     |    |    |    |     |    |     |     |      |    |        |         |  |  |  |  |  |
| Ranking na koniec roku | 821 | 601 | 406 | 188 | 157 | 62 | 37 | 69 | 56 | 30 | 170 | 38 | 23 | 73 | 123 | 63 | 134 | 184 | 1205 |    | 0 / 48 | 40 – 48 |  |  |  |  |  |

### Występy w grze mieszanej
| Australian Open | A | A | A | A | A | A | A | A | A | A | A | 2R | A | 1R | A  | A | A | A | A | A | 0 / 2 | 1 – 2 |  |  |  |  |  |  |
| French Open     | A | A | A | A | A | A | A | A | A | A | A | A  | A | A  | NH | A | A | A | A | A | 0 / 0 | 0 – 0 |  |  |  |  |  |  |
| Wimbledon       | A | A | A | A | A | A | A | A | A | A | A | A  | A | A  | NH | A | A | A | A | A | 0 / 0 | 0 – 0 |  |  |  |  |  |  |
| US Open         | A | A | A | A | A | A | A | A | A | A | A | A  | A | A  | NH | A | A | A | A |   | 0 / 0 | 0 – 0 |  |  |  |  |  |  |
|                 |   |   |   |   |   |   |   |   |   |   |   |    |   |    |    |   |   |   |   |   |       |       |  |  |  |  |  |  |
|                 |   |   |   |   |   |   |   |   |   |   |   |    |   |    |    |   |   |   |   |   | 0 / 2 | 1 – 2 |  |  |  |  |  |  |

## Finały turniejów WTA
| Legenda                     | Legenda |
| --------------------------- | ------- |
| Wielki Szlem                |         |
| Igrzyska olimpijskie        |         |
| WTA Tour Championships      |         |
| 2009 – 2020                 |         |
| WTA Premier Mandatory       |         |
| WTA Premier 5               |         |
| WTA Premier                 |         |
| WTA International Series    |         |
| WTA 125K series (2012–2020) |         |
| od 2021                     |         |
| WTA 1000 (obowiązkowe)      |         |
| WTA 1000 (nieobowiązkowe)   |         |
| WTA 500                     |         |
| WTA 250                     |         |
| WTA 125                     |         |

### Gra pojedyncza 10 (6–4)
| Końcowy wynik | Nr | Data                 | Turniej       | Nawierzchnia  | Przeciwniczka            | Wynik finału  |
| ------------- | -- | -------------------- | ------------- | ------------- | ------------------------ | ------------- |
| Finalistka    | 1. | 10 kwietnia 2011     | Marbella      | Ceglana       | Wiktoryja Azaranka       | 3:6, 2:6      |
| Finalistka    | 2. | 10 lipca 2011        | Budapeszt     | Ceglana       | Roberta Vinci            | 4:6, 6:1, 4:6 |
| Zwyciężczyni  | 1. | 15 września 2012     | Taszkent      | Twarda        | Donna Vekić              | 6:4, 6:4      |
| Finalistka    | 3. | 19 października 2014 | Moskwa        | Twarda (hala) | Anastasija Pawluczenkowa | 4:6, 7:5, 1:6 |
| Zwyciężczyni  | 2. | 27 września 2015     | Seul          | Twarda        | Alaksandra Sasnowicz     | 6:3, 6:1      |
| Zwyciężczyni  | 3. | 5 sierpnia 2016      | Florianópolis | Twarda        | Tímea Babos              | 2:6, 6:4, 6:3 |
| Zwyciężczyni  | 4. | 23 lipca 2017        | Bukareszt     | Ceglana       | Julia Görges             | 6:3, 7:5      |
| Finalistka    | 4. | 28 sierpnia 2021     | Cleveland     | Twarda        | Anett Kontaveit          | 6:7(5), 4:6   |
| Zwyciężczyni  | 5. | 24 lipca 2022        | Palermo       | Ceglana       | Lucia Bronzetti          | 6:2, 6:2      |
| Zwyciężczyni  | 6. | 20 lipca 2025        | Jassy         | Ceglana       | Jil Teichmann            | 6:0, 7:5      |

### Gra podwójna 16 (9–7)
| Końcowy wynik | Nr | Data                 | Turniej          | Nawierzchnia  | Partnerka               | Przeciwniczki                             | Wynik finału         |
| ------------- | -- | -------------------- | ---------------- | ------------- | ----------------------- | ----------------------------------------- | -------------------- |
| Zwyciężczyni  | 1. | 14 stycznia 2012     | Hobart           | Twarda        | Monica Niculescu        | Chuang Chia-jung Marina Erakovic          | 6:7(4), 7:6(4), 10–5 |
| Finalistka    | 1. | 28 kwietnia 2012     | Fez              | Ceglana       | Alexandra Cadanțu       | Petra Cetkovská Aleksandra Panowa         | 6:3, 6:7(5), 9–11    |
| Finalistka    | 2. | 21 października 2012 | Luksemburg       | Twarda (hala) | Monica Niculescu        | Andrea Hlaváčková Lucie Hradecká          | 3:6, 4:6             |
| Zwyciężczyni  | 2. | 21 czerwca 2013      | 's-Hertogenbosch | Trawiasta     | Anabel Medina Garrigues | Dominika Cibulková Arantxa Parra Santonja | 4:6, 7:6(3), 11–9    |
| Zwyciężczyni  | 3. | 22 lutego 2014       | Rio de Janeiro   | Ceglana       | María Irigoyen          | Johanna Larsson Chanelle Scheepers        | 6:2, 6:0             |
| Zwyciężczyni  | 4. | 21 września 2014     | Seul             | Twarda        | Lara Arruabarrena       | Mona Barthel Mandy Minella                | 6:3, 6:3             |
| Finalistka    | 3. | 21 lutego 2015       | Rio de Janeiro   | Ceglana       | María Irigoyen          | Ysaline Bonaventure Rebecca Peterson      | 0:3 krecz            |
| Finalistka    | 4. | 3 października 2015  | Wuhan            | Twarda        | Monica Niculescu        | Martina Hingis Sania Mirza                | 2:6, 3:6             |
| Finalistka    | 5. | 23 października 2015 | Moskwa           | Twarda (hala) | Monica Niculescu        | Darja Kasatkina Jelena Wiesnina           | 3:6, 7:6(7), 5–10    |
| Zwyciężczyni  | 5. | 23 lipca 2017        | Bukareszt        | Ceglana       | Raluca Olaru            | Elise Mertens Demi Schuurs                | 6:3, 6:3             |
| Zwyciężczyni  | 6. | 15 października 2017 | Tiencin          | Twarda        | Sara Errani             | Dalila Jakupović Nina Stojanović          | 6:4, 6:3             |
| Zwyciężczyni  | 7. | 6 stycznia 2018      | Shenzhen         | Twarda        | Simona Halep            | Barbora Krejčíková Kateřina Siniaková     | 1:6, 6:1, 10–8       |
| Finalistka    | 6. | 30 czerwca 2018      | Eastbourne       | Trawiasta     | Mihaela Buzărnescu      | Gabriela Dabrowski Xu Yifan               | 3:6, 5:7             |
| Zwyciężczyni  | 8. | 22 lipca 2018        | Bukareszt        | Ceglana       | Andreea Mitu            | Danka Kovinić Maryna Zanewśka             | 6:3, 6:4             |
| Finalistka    | 7. | 29 września 2018     | Taszkent         | Twarda        | Raluca Olaru            | Olga Danilović Tamara Zidanšek            | 5:7, 3:6             |
| Zwyciężczyni  | 9. | 3 lutego 2019        | Hua Hin          | Twarda        | Monica Niculescu        | Anna Blinkowa Wang Yafan                  | 2:6, 6:1, 12–10      |

## Finały turniejów WTA 125

### Gra pojedyncza 6 (4–2)
| Końcowy wynik | Nr | Data              | Turniej      | Nawierzchnia | Przeciwniczka          | Wynik finału  |
| ------------- | -- | ----------------- | ------------ | ------------ | ---------------------- | ------------- |
| Zwyciężczyni  | 1. | 8 marca 2020      | Indian Wells | Twarda       | Misaki Doi             | 6:3, 6:3      |
| Zwyciężczyni  | 2. | 18 września 2022  | Bukareszt    | Ceglana      | Réka Luca Jani         | 6:3, 6:3      |
| Finalistka    | 1. | 23 lipca 2023     | Jassy        | Ceglana      | Ana Bogdan             | 2:6, 3:6      |
| Finalistka    | 2. | 31 marca 2024     | Antalya      | Ceglana      | Jéssica Bouzas Maneiro | 2:6, 6:4, 2:6 |
| Zwyciężczyni  | 3. | 8 września 2024   | Montreux     | Ceglana      | Petra Marčinko         | 1:6, 6:3, 6:0 |
| Zwyciężczyni  | 4. | 10 listopada 2024 | Cali         | Ceglana      | Veronika Erjavec       | 6:3, 6:3      |

## Finały turniejów ITF
| turnieje z pulą nagród 100 000 $ (W100)  |
| turnieje z pulą nagród 75/80 000 $ (W80) |
| turnieje z pulą nagród 50/60 000 $ (W75) |
| turnieje z pulą nagród 40 000 $ (W50)    |
| turnieje z pulą nagród 25 000 $ (W35)    |
| turnieje z pulą nagród 15 000 $ (W15)    |
| turnieje z pulą nagród 10 000 $          |

### Gra pojedyncza 20 (12–8)
| Rezultat     |     | Data       | Turniej        | ($)     | Naw.    | Przeciwniczka        | Wynik            |
| Finalistka   | 1.  | 10/09/2006 | Bukareszt      | 10 000  | Ceglana | Alexandra Cadanțu    | 3:6, 6:2, 3:6    |
| Zwyciężczyni | 1.  | 09/09/2007 | Braszów        | 10 000  | Ceglana | Andreea Mitu         | 7:6(2), 6:2      |
| Finalistka   | 2.  | 23/03/2008 | Ajn Suchna     | 10 000  | Ceglana | Katarzyna Piter      | 6:7(7), 4:6      |
| Zwyciężczyni | 2.  | 07/09/2008 | Braszów        | 10 000  | Ceglana | Diana Enache         | 4:6, 6:4, 6:1    |
| Zwyciężczyni | 3.  | 14/09/2008 | Budapeszt      | 10 000  | Ceglana | Laura Ioana Andrei   | 7:5, 6:1         |
| Zwyciężczyni | 4.  | 12/10/2008 | Dżunija        | 50 000  | Ceglana | Anastasija Jakimawa  | 6:2, 6:0         |
| Zwyciężczyni | 5.  | 26/10/2008 | Glasgow        | 25 000  | Twarda  | Patricia Mayr        | 2:6, 7:5, 7:6(1) |
| Finalistka   | 3.  | 11/04/2010 | Inczon         | 25 000  | Twarda  | Lee Jin-a            | 4:6, 2:6         |
| Finalistka   | 4.  | 15/08/2010 | Versmold       | 25 000  | Ceglana | Magda Linette        | 2:6, 5:7         |
| Zwyciężczyni | 6.  | 19/09/2010 | Podgorica      | 25 000  | Ceglana | Annalisa Bona        | 6:1, 6:1         |
| Zwyciężczyni | 7.  | 13/02/2011 | Cali           | 100 000 | Ceglana | Laura Pous Tió       | 6:3, 7:6(1)      |
| Zwyciężczyni | 8.  | 24/07/2011 | Bukareszt      | 100 000 | Ceglana | Laura Pous Tió       | 6:3, 7:5         |
| Zwyciężczyni | 9.  | 09/03/2014 | Campinas       | 25 000  | Ceglana | Aleksandra Panowa    | 6:2, 6:4         |
| Zwyciężczyni | 10. | 16/03/2014 | São Paulo      | 25 000  | Ceglana | Aleksandra Panowa    | 7:5, 4:6, 6:4    |
| Finalistka   | 6.  | 06/04/2014 | Medellín       | 50 000  | Ceglana | Verónica Cepede Royg | 4:6, 6:4, 4:6    |
| Zwyciężczyni | 11. | 06/06/2014 | Contrexéville  | 100 000 | Ceglana | Kaia Kanepi          | 6:3, 6:4         |
| Finalistka   | 8.  | 27/10/2019 | Székesfehérvár | 100 000 | Ceglana | Danka Kovinić        | 4:6, 6:3, 3:6    |
| Zwyciężczyni | 12. | 16/02/2020 | Kair           | 100 000 | Twarda  | Łesia Curenko        | 6:4, 3:6, 6:2    |

### Gra podwójna 27 (19–8)
| Rezultat     |     | Data       | Turniej       | ($)      | Naw.            | Partnerka          | Przeciwniczki                               | Wynik          |
| Zwyciężczyni | 3.  | 11/07/2008 | Bukareszt     | 10 000   | Ceglana         | Ioana Gașpar       | Mihaela Bunea Gabriela Niculescu            | 4:6, 6:3, 10–3 |
| Zwyciężczyni | 5.  | 29/08/2008 | Bukareszt     | 10 000   | Ceglana         | Laura Ioana Andrei | Ludmyła Kiczenok Nadija Kiczenok            | 6:2, 3:6, 10–6 |
| Zwyciężczyni | 9.  | 10/04/2010 | Inczon        | 25 000   | Twarda          | Erika Sema         | Misaki Doi Junri Namigata                   | 6:0, 7:6(8)    |
| Finalistka   | 7.  | 27/11/2010 | Toyota        | 75 000+H | Dywanowa (hala) | Mădălina Gojnea    | Shūko Aoyama Rika Fujiwara                  | 6:1, 3:6, 9–11 |
| Zwyciężczyni | 17. | 22/07/2012 | Bukareszt     | 100 000  | Ceglana         | Alizé Cornet       | Elena Bogdan Raluca Olaru                   | 6:2, 6:0       |
| Zwyciężczyni | 18. | 15/03/2014 | São Paulo     | 25 000   | Ceglana         | Aleksandra Panowa  | María Fernanda Álvarez Terán María Irigoyen | 6:4, 3:6, 11–9 |
| Finalistka   | 9.  | 06/07/2014 | Contrexéville | 100 000  | Ceglana         | María Irigoyen     | Aleksandra Panowa Laura Thorpe              | 3:6, 0:4 krecz |

## Występy w igrzyskach olimpijskich

### Gra pojedyncza
| Runda                                                                            | Przeciwniczka                    | Wynik         |
| -------------------------------------------------------------------------------- | -------------------------------- | ------------- |
|                                                                                  |                                  |               |
| Letnie Igrzyska Olimpijskie w Londynie 2012, reprezentując państwo Rumunia       |                                  |               |
| I runda                                                                          | Białoruś: Wiktoryja Azaranka [1] | 1:6, 6:3, 1:6 |
|                                                                                  |                                  |               |
| Letnie Igrzyska Olimpijskie w Rio de Janeiro 2016, reprezentując państwo Rumunia |                                  |               |
| I runda                                                                          | Japonia: Nao Hibino              | 4:6, 6:3, 3:6 |
|                                                                                  |                                  |               |
| Letnie Igrzyska Olimpijskie w Paryżu 2024, reprezentując państwo Rumunia [PR]    |                                  |               |
| I runda                                                                          | Polska: Iga Świątek [1]          | 2:6, 5:7      |

### Gra podwójna
| Runda                                                                            | Partnerka             | Przeciwniczki                                       | Wynik         |
| -------------------------------------------------------------------------------- | --------------------- | --------------------------------------------------- | ------------- |
|                                                                                  |                       |                                                     |               |
| Letnie Igrzyska Olimpijskie w Rio de Janeiro 2016, reprezentując państwo Rumunia |                       |                                                     |               |
| I runda                                                                          | Monica Niculescu      | Chińskie Tajpej: Chan Hao-ching / Chan Yung-jan [3] | 7:5, 4:6, 3:6 |
|                                                                                  |                       |                                                     |               |
| Letnie Igrzyska Olimpijskie w Paryżu 2024, reprezentując państwo Rumunia         |                       |                                                     |               |
| I runda                                                                          | Monica Niculescu [PR] | Chińskie Tajpej: Hsieh Su-wei / Tsao Chia-yi        | 6:7(2), 5:7   |

### Gra mieszana
| Runda                                                                            | Partner     | Przeciwnicy                                  | Wynik             |
| -------------------------------------------------------------------------------- | ----------- | -------------------------------------------- | ----------------- |
|                                                                                  |             |                                              |                   |
| Letnie Igrzyska Olimpijskie w Rio de Janeiro 2016, reprezentując państwo Rumunia |             |                                              |                   |
| I runda                                                                          | Horia Tecău | Polska: Agnieszka Radwańska / Łukasz Kubot   | 4:6, 7:6(1), 10–8 |
| Ćwierćfinał                                                                      | Horia Tecău | Czechy: Lucie Hradecká / Radek Štěpánek [IP] | 4:6, 5:7          |